# Pat Metheny
Pat Metheny, właśc. Patrick Bruce Metheny (ur. 12 sierpnia 1954 w Lee’s Summit w stanie Missouri) – amerykański gitarzysta jazzowy i kompozytor. Jest zdobywcą 20 nagród Grammy (w tym 10 z Pat Metheny Group) i laureatem NEA Jazz Masters Award 2018.

## Życiorys
Jego rodzicami byli David i Lois Metheny. Już od najmłodszych lat interesował się muzyką, jego pierwszym instrumentem była trąbka, na której grał również jego starszy brat i zawodowo dziadek. W wieku dwunastu lat zainteresował się gitarą. Gdy Metheny miał 19 lat, wibrafonista Gary Burton zaproponował mu współpracę. Współpraca trwała 3 lata. Był najmłodszym wykładowcą na Uniwersytecie Miami oraz w Berklee College of Music w Bostonie. W tym czasie nawiązał współpracę z firmą fonograficzną ECM w Monachium, dla której nagrał swoje pierwsze płyty.
W 1995 ożenił się z Latifą Azhar i ma dwóch synów.

## Wybrana dyskografia
Dyskografia solowa, wspólnie z Pat Metheny Group (PMG) oraz wspólnie z innymi wykonawcami (sygnowana nazwiskiem Pata Metheny’ego):
| Rok  | Wykonawca, zespół                                        | Tytuł                                    | Wytwórnia                 |
| ---- | -------------------------------------------------------- | ---------------------------------------- | ------------------------- |
| 1976 | Pat Metheny Trio                                         | Bright Size Life                         | ECM                       |
| 1977 | Pat Metheny - Lyle Mays Trio                             | Watercolors                              | ECM                       |
| 1978 | Pat Metheny Group                                        | Pat Metheny Group                        | ECM                       |
| 1979 | Pat Metheny                                              | New Chautauqua                           | ECM                       |
| 1980 | Pat Metheny Group                                        | American Garage                          | ECM                       |
| 1980 | Pat Metheny Quintet                                      | 80/81                                    | ECM                       |
| 1980 | Pat Metheny - Lyle Mays Trio                             | As Falls Wichita, So Falls Wichita Falls | ECM                       |
| 1982 | Pat Metheny Group                                        | Offramp                                  | ECM                       |
| 1983 | Pat Metheny Group                                        | Travels                                  | ECM                       |
| 1983 | Pat Metheny Trio                                         | Rejoicing                                | ECM                       |
| 1984 | Pat Metheny Group                                        | First Circle                             | ECM                       |
| 1985 | Pat Metheny Group                                        | The Falcon and the Snowman               | EMI                       |
| 1986 | Pat Metheny - Ornette Coleman Quintet                    | Song X                                   | Geffen                    |
| 1987 | Pat Metheny Group                                        | Still Life (Talking)                     | Geffen                    |
| 1989 | Pat Metheny Group                                        | Letter from Home                         | Geffen                    |
| 1990 | Pat Metheny Trio                                         | Question and Answer                      | Geffen                    |
| 1991 | Pat Metheny                                              | Works I                                  | ECM                       |
| 1991 | Pat Metheny                                              | Works II                                 | ECM                       |
| 1992 | Pat Metheny                                              | Secret Story                             | Geffen                    |
| 1993 | John Scofield - Pat Metheny Quartet                      | I Can See Your House from Here           | Blue Note                 |
| 1993 | Pat Metheny Group                                        | The Road to You                          | Geffen                    |
| 1994 | Pat Metheny                                              | Zero Tolerance for Silence               | Geffen                    |
| 1995 | Pat Metheny Group                                        | We Live Here                             | Geffen                    |
| 1996 | Pat Metheny Group                                        | Quartet                                  | Geffen                    |
| 1997 | Charlie Haden - Pat Metheny Duo                          | Beyond the Missouri Sky                  | Verve                     |
| 1997 | Pat Metheny Group                                        | Imaginary Day                            | Warner Bros.              |
| 1998 | Pat Metheny                                              | Passagio per il paradiso                 | Geffen                    |
| 1999 | Jim Hall and Pat Metheny                                 | Jim Hall & Pat Metheny                   | Telarc                    |
| 1999 | Pat Metheny                                              | A Map of the World                       | Warner Bros.              |
| 2000 | Pat Metheny Trio                                         | Trio 99 → 00                             | Warner Bros.              |
| 2000 | Pat Metheny Trio                                         | Trio Live                                | Warner Bros.              |
| 2002 | Pat Metheny Group                                        | Speaking of Now                          | Warner Bros.              |
| 2002 | Anna Maria Jopek & Friends with Pat Metheny              | Upojenie                                 | Metheny Group Productions |
| 2003 | Pat Metheny                                              | One Quiet Night                          | Warner Bros.              |
| 2005 | Pat Metheny Group                                        | The Way Up                               | Nonesuch                  |
| 2006 | Pat Metheny - Brad Mehldau Duo                           | Metheny Mehldau                          | Nonesuch                  |
| 2007 | Pat Metheny with Brad Mehldau Trio                       | Metheny Mehldau Quartet                  | Nonesuch                  |
| 2008 | Pat Metheny Trio                                         | Day Trip                                 | Nonesuch                  |
| 2009 | Gary Burton, Pat Metheny, Steve Swallow, Antonio Sanchez | Quartet Live                             | Nonesuch                  |
| 2010 | Pat Metheny                                              | Orchestrion                              | Nonesuch                  |
| 2011 | Pat Metheny                                              | What's It All About                      | Nonesuch                  |
| 2012 | Pat Metheny                                              | Unity Band                               | Nonesuch                  |
| 2014 | Pat Metheny Unity Group                                  | Kin (←→)                                 | Nonesuch                  |